# Saccolaimus mixtus
Saccolaimus mixtus is een vleermuis uit het geslacht Saccolaimus die voorkomt in Zuidoost-Nieuw-Guinea en Noordoost-Australië. De soort is bekend van veertien exemplaren: drie (waaronder het holotype) uit Port Moresby (Nieuw-Guinea), één uit het Morehead-gebied van Western Province (Nieuw-Guinea) en tien uit het Australische Kaap York-schiereiland. De soort leeft in open bos. Deze soort eet vliegende insecten, die hij vliegend boven de vegetatie vangt. Waarschijnlijk slaapt het dier in holle bomen.
Deze soort heeft een grijsbruine rugvacht en een geelbruine buikvacht. Het gezicht is naakt. De oren zijn donkerbruin. De kop-romplengte bedraagt 72 tot 79 mm, de voorarmlengte 61,5 tot 68 mm, de oorlengte 18 à 20 mm en het gewicht zo'n 24 g.